# Rhododendron dasycladoides
Rhododendron dasycladoides är en ljungväxtart som beskrevs av Hand.-mazz. Rhododendron dasycladoides ingår i släktet rododendron, och familjen ljungväxter. Inga underarter finns listade i Catalogue of Life.